# Andrei Popescu (fotbalist)
Andrei Popescu (n. 20 februarie 1985, Horezu) este un fotbalist român care joacă la CSM Râmnicu Vâlcea în Liga I.